# Tadeusz Łuczak
Tadeusz Łuczak (ur. 6 października 1939 w Borysławiu, zm. 24 września 2020 w Poznaniu) – polski piłkarz i trener piłkarski.
Rodzina przeprowadziła się z Borysławia do Poznania. W wieku trzynastu lat trenował w Warcie Poznań, początkowo jako bramkarz, a potem jako napastnik. W 1956, nie mając jeszcze siedemnastu lat, zagrał pierwszy mecz w drużynie seniorów, strzelając bramkę Marymontowi Warszawa. Dostał się do reprezentacji Polski juniorów, którą prowadził Kazimierz Górski. Wystąpił na dwóch turniejach UEFA (Madryt 1957 i Luksemburg 1958). Przez niemal całe życie zawodowe związany był z Wartą Poznań. Od 1960 do sezonu 1962/1963 występował początkowo w związku z odbywaniem zasadniczej służby wojskowej w Śląsku Wrocław (wówczas grającym na II poziomie rozgrywek). Po powrocie do Warty Poznań grał tam do końca kariery, będąc m.in. kapitanem drużyny. Po zakończeniu kariery piłkarskiej prowadził Wartę Poznań jako trener w rozłącznych okresach (po raz pierwszy w 1979, a po raz ostatni w 2001). 
W sezonie 1978/1979 prowadził Wartę w pięciu spotkaniach rozgrywek II ligi (wówczas drugi poziom rozgrywek). 5 maja 1994 został trenerem drużyny seniorów Warty i poprowadził ją w ostatnich ośmiu spotkaniach sezonu 1993/1994 w I lidze (najwyższy wówczas poziom rozgrywek) - jego zespół zajął 14. miejsce, ostatnie gwarantujące pozostanie w I lidze. W lipcu 1994 zastąpił go Wojciech Wąsikiewicz. 
Przez całą karierę pracował w poznańskich Zakładach Hipolita Cegielskiego. Zmarł w Szpitalu HCP.